# Heinrich Kraus von Elislago
Ritter Heinrich Wilhelm Peter Kraus von Elislago auch Heinrich Krauss von Elislago (* 2. Mai 1862 in Prag; † 30. Juli 1932 in Lilienfeld) war ein österreichischer Feldmarschallleutnant.

## Leben

### Familie
Heinrich Kraus von Elislago war der Sohn des Kriegskommissars Wilhelm von Krauss und dessen Ehefrau Georgine (geb. Schweitzer).
Sein Großvater war der Diplomat Anton Joseph Emanuel Kraus.
Die Familie besaß seit dem 6. Juli 1782 den erbländisch-österreichischen Adelsstand und den österreichischen Ritterstand mit dem Prädikat Elislago seit dem 22. November 1845.
Er war mit Valerie Estelle Mathilde (*  29. Juni 1873 im Schloss Berghof in Lilienfeld), Tochter des Landtagsabgeordneten und Direktor der Unionsbank Alfred von Lindheim (1836–1913), verheiratet. Gemeinsam hatten sie vier Töchter:
- Margarethe Georgine Clarisse Valerie Krauss von Elislago (* 1. August 1895 in Lilienfeld);
- Georgine Leopoldine Mathilde Marie Krauss von Elislago (* 6. März 1897 in Linz; † 23. Februar 1918 in Debnicza in Galizien), verheiratet mit dem Rittmeister Egon Hanisch;
- Marie Valerie Clarisse Krauss von Elislago (* 5. Oktober 1899 in Wien);
- Matilde Valerie Georgine Krauss-Elislago von (* 3. Juni 1903 in Klagenfurt).

### Werdegang
Heinrich Kraus von Elislago besuchte die Theresianische Militärakademie in der Wiener Neustadt und wurde 1883 als Leutnant zum k.u.k. Infanterieregiment „Ernst Ludwig Großherzog von Hessen und bei Rhein“ Nr. 14 versetzt.
1888 wurde er, nach seiner Beförderung zum Oberleutnant, zur 30. Infanteriebrigade in Miskolcz versetzt. 1890 kam er zur weiteren Dienstleistung in die 5. Abteilung des k.u.k. Kriegsministeriums, bevor er 1892 in das Operationsbüro des Generalstabs versetzt wurde; in dieser Zeit wurde er am 1. Mai 1891 zum Hauptmann befördert.
1897 erfolgte seine Beförderung zum Major und er wurde Generalstabschef der 13. Infanterietruppendivision in Wien. 1898 wurde er zum 1. Flügeladjutanten des Thronfolgers Franz Ferdinand von Österreich-Este ernannt, dessen militärische Kanzlei er aufbaute. Er wurde am 1. November 1900 zum Oberstleutnant befördert, allerdings hatte Franz Ferdinand von Österreich-Este Vorbehalte gegen ihn, dieser übertrug seine allgemeine Abneigung gegen den Generalstab auch auf seinen Adjutanten. Er wurde im April 1902 seines Amtes als 1. Flügeladjutant enthoben und kam als Bataillonskommandant zum k.u.k. Infanterieregiment „Ritter von Milde“ Nr. 17, bevor er am 1. August 1903 als Militärattaché nach Sofia versetzt wurde.
Von 1905 bis 1910 war er Chef des Operationsbüros in Wien und wurde 1910 Kommandant der 55. Infanteriebrigade in Ljubljana, verbunden mit einer Beförderung zum Generalmajor. Am 17. Mai 1913 erhielt er die Beförderung zum Feldmarschallleutnant und wurde Kommandant der 22. Landwehr-Infanterietruppendivision in Graz.
Im August 1914 nahm er an den Kampfhandlungen des III. Korps, das gemeinsam mit der 3. Armee die Verteidigung der ostgalizischen Grenze und der Hauptstadt Lemberg zugefallen war, auf dem russischen Kriegsschauplatz teil. Während der Bewegungskämpfe östlich von Lemberg am 26. und 27. August 1914 handelte er jedoch unentschlossen, was zu einer negativen Lageentwicklung für das III. Korps führte. Er wurde kurz darauf seines Kommandos enthoben und in den Ruhestand entlassen.